# Gérgal (kommunhuvudort)
Gérgal är en kommunhuvudort i Spanien.   Den ligger i provinsen Provincia de Almería och regionen Andalusien, i den södra delen av landet, 400 km söder om huvudstaden Madrid. Gérgal ligger 753 meter över havet och antalet invånare är 1 080.
Terrängen runt Gérgal är lite bergig, och sluttar söderut. Runt Gérgal är det glesbefolkat, med 11 invånare per kvadratkilometer. Närmaste större samhälle är Tabernas, 15,3 km sydost om Gérgal. Omgivningarna runt Gérgal är i huvudsak ett öppet busklandskap.